# 대전학생해양수련원
대전학생해양수련원(大田學生海洋修鍊院)은 지방교육자치에 관한 법률 제32조에 따라 대전광역시내 학생들이 해양수련 활동을 통하여 정서를 순화하고 진취적인 기상을 함양하여, 지역사회와 국가발전에 기여할 수 있는 민주시민으로 성장할 수 있도록 하기 위하여 대전광역시교육청 산하에 설치된 소속기관이다.